# Braćeni
Braćeni (cyr. Браћени) – wieś w Czarnogórze, w gminie Bar. W 2011 roku liczyła 15 mieszkańców.